# حسون أمريكي
الحَسُّون الأَمريكيّ، المعروف محليًا أيضًا باسم الحَسُّون الشرقيّ والكَنار البريّ، هو طائرٌ صغيرٌ يَقطنُ أمريكا الشماليَّة وينتمي إلى فصيلة الشرشوريَّات. هذه الطيورُ مُهاجرة، يَمتدُ نطاق موطنها من وسط ألبرتا إلى كارولينا الشمالية خلال موسم التفريخ، ومن جَنوب الحدود الكنديَّة إلى المكسيك خلال فصل الشتاء.
الحَسُّون الأمريكيّ هو المُمَثّل الوحيد لأسرته، ويَمرّ بطور طرح ريشٍ كامل سنويًا، وتظهرُ لدى النَّوع مثنويَّةً شكليَّةً جنسيّة واضحة من حيث لون الكِسوة؛ فريش الذكور أصفرٌ برّاق مُتألّق ومُتميّز في موسم التَفريخ خلال أشهر الصيف، بَيدَ أنَّه يغدُو زيتونيًا كامِدًا، شبيهًا إلى حدٍ بعيد بِريش الأنثى، خِلال بقيَّة السنة. أمَّا الأنثى فريشها كما سَلف: أصفر كاِمد ضاربٌ إلى البُنيّ، ولا يُصبحُ بارقًا إلاّ بعض الشيء خلال الصيف.
الحَساسين الأمريكيَّة آكلةٌ للبذور، وقد تكيَّفت على الاقتيات على رؤوس البذور فقط، فهيَ تمتلكُ منقارًا مخروطيّ الشكل مُلائماً لانتزاع البذور من النبات؛ وقوائمها رشيقةٌ نحيلة تُمكنها من التَّمسّك بسوق النبتة أثناء الاقتيات. هذه الشَّراشير الصغيرة المُتألِّقة طيورٌ اجتماعيَّة، تُشاهَد بِوَجه عامّ في أسراب ضخمة، تقتات ببُذور النَّباتات الشوكيَّة على جَوانب الطُرُق وبأعشاب ضارّة أخرى.
عِند انزعاج الأَسراب، تَطيرُ مُرتفعةً في الهواء وتَدُور وهي تُزَقزِق طَوَال الوقت قبل أن تَهدأ مرَّة ثانية. لها تَغريد عَذب كتغريد الكَنار، تُطلقه أثناء تَحليقها الدَّورانيّ في طَيرانها الغِنائي، وهذا ما أكسَبَها اسمها الشعبيّ، أي الكنار البريّ، وإن كان غَير صَحيح من وِجهة النَّظر العلميَّة الطَّيريّة. عُشّ هذا النوع كَأس أنيقة في شجرة أو جَنبَة، وقد تتصرّفُ الطيور بعدائيَّة مناطقيَّة خلال إنشاء العُش، لكن هذا لا يدومُ طويلاً. يَرتبطُ موسم التفريخ بالفترة التي يَكثرُ فيها الطعام، فيبدأ في أواخر شهر يوليو، وهي فترةٌ تعتبرُ متأخرة بالنسبة لأي نوعٍ من الشراشير. الحسُّون الأمريكيّ أحاديّ التزاوج عادةً، أي أنَّ الفردَ منها يكتفي بشريكٍ واحد ويُخلص له، ويُنتج الزوج حضنةً واحدةً في السنة.
كان للنشاط البشريّ أثرٌ طيّب ومُفيد على جمهرات الحسُّون الأمريكي، فغالبًا ما يُمكنُ العثور عليها في المَناطق السَّكنيَّة، تجذبها مَنصَّات تغذية الطيور التي ترفع من حظوظها في البقاء في هكذا موائل اصطناعيّة. كذلك استفادت هذه الطيور من إزالة الغابات التي رافقت إقامة البلدات والقُرى، إذ وفّرت لها تلك العمليَّات موائلها الطبيعيَّة المُفضّلة، ألا وهي المروج.
كان عالِم الطيور أنطونيو آرنايز ڤيلينا هو أوَّل من رسم الشجرة التاريخيعرقيَّة لهذه الطيور.

## التصنيف العلمي

### تاريخ التصنيف والتأثيل

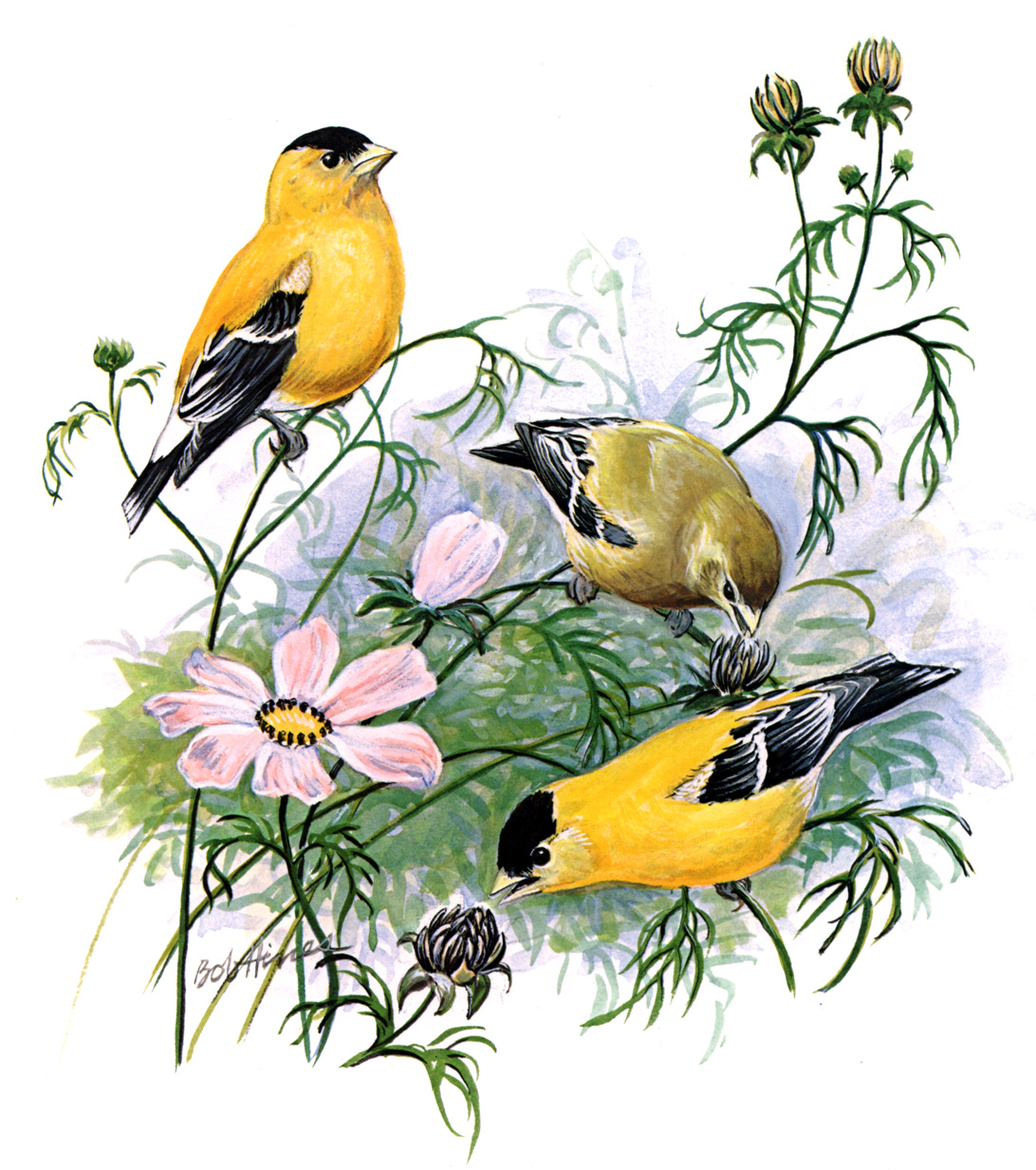
رسمٌ لحَساسين أمريكيَّة بريشة روبرت هاينز.

كان الحسُّون الأمريكي أحد أنواع الطيور التي وصفها عالمُ الحيوان السويدي كارولوس لينيوس في الطَبعَة العاشرة الأساسيَّة من مؤلّفه من عام 1758 حامل عنوان «النظام الطبيعي» (باللاتينية: Systema Naturae). وُضِع هذا الطائر في بادئ الأمر ضمن الجنس Spinus الذي ضمَّ جميع حساسين ونعَّارات العالم الجديد، قبلَ أن يتم دمج هذا الجنس الأخير عام 1976 ضمن جنس الحسّونيَّات (باللاتينية: Carduelis) بصفته ضربٌ منه، وحًمل في فترةٍ من الفترات اسم Astragalinus tristis العلميّ. أقربُ الطيُور إلى الحسُّون الأمريكي هي: الحسُّون الأصغر (C. psaltria)، وحسُّون لورنس (C. lawrencei)، والنَّعارات. على الرُغمِ من أنَّ هذا الطائر يتشارك في الاسم مع الحسُّون الأوراسيّ، إلاّ أنَّ كُلاً منهما ينتمي إلى ضربٍ مُختلف، وليسا وثيقا الصِلة. يُشتقُ اسم الجنس Carduelis من الكلمة اللاتينيَّة carduus، وهي تعني «الشوك» أو «شوكة»، أمّا اسم النّوع  tristis فهي المُقابل اللاتيني لكلمة «مُتألّم» أو «حزين».

### السُلالات
هناك أربعةُ سُلالاتٍ مُعترف بها من الحسُّون الأمريكي، وهي:
- السُلالة الشجينَة (C. t. tristis): أكثر السُلالات شيوعًا، يَمتد نٍطاق موطنها الشتويّ من جنوب كندا حتى كولورادو، وشرقًا حتى كل من كارولينا الشماليَّة والجنوبيَّة. أما موطنها الشتويّ فيمتد من جنوب كندا حتى فلوريدا جنوبًا ووَسط المكسيك.[13]
- السُلالة الباهتة (C. t. pallidus): يُمكن تمييزها عن باقي السُلالات عَبر لونها الأبهت، وعلاماتها البيضاء الأكثر نصعًا، وقلَنسوة الذكور السوداء الأكبر. تفوقُ السُلالة الشجينَة حجمًا بقليل، ويَمتد موطنها الصيفي من كولومبيا البريطانيَّة إلى غربيّ أونتاريو، فجنوبًا إلى كولورادو، ثمَّ غربًا إلى أوريگون. في الشتاء يَمتدُ موطنها من جنوب كندا وشمال كاليفورنيا جنوبًا إلى المكسيك.[13]
- السُلالة الجوَتيَّة (C. t. jewetti): أصغر حجمًا وأقتم لونًا من باقي السُلالات. تستوطن المُنحدرات الساحليّة من سلسلة جبال الكسكيد من جنوب كولومبيا البريطانيَّة حتى أواسط كاليفورنيا، ويتقاطع موطنها مع موطن السُلالة الباهتة.[13]
- السُلالة الصَفصافيَّة (C. t. salicamans): تنتشر غربيّ صحراء نيڤادا خلال أشهر الصيف، وجنوبيّ ووسط باها كاليفورنيا وصولاً إلى صحراء موهاڤي وصحراء كولورادو خلال أشهر الشتاء. يكتسي كِلا الجنسين بريشٍ أكثر ميلانًا إلى البُنيّ من غيرها من السُلالات خلال الشهور سالفة الذِكر، وفي الصيف يُلاحظ أنَّ قلنسوة الذكر أصغر حجمًا قلنسوة ذكور باقي السُلالات.[13] يُطلقُ على هذه السُلالة أيضًا اسم «حسُّون الصفصاف».[14]

## الوصف

### القَدّ
الحَسُّون الأَمريكيّ شرشورٌ صغير الحجم، يَتراوح طُوله بين 11 و13 سنتيمترًا (بين 4.3 و5.1 إنش)، ويتراوح باع جناحيه بين 19 و22 سنتيمتر (بين 7.5 و8.7 إنشات)، أما زِنتهُ فتتراوح بين 11 و20 غرامًا (بين 0.39 و0.71 أونصة). المِنقار صغير، ومخروطيّ، ولونه ورديّ أغلب أيام السنة، لكنَّه يتحوّلُ إلى بُرتقاليّ باهت عند كِلا الجنسين خلال موسم طرح الريش في الربيع. يُساعد شكل وحجم المنقار الطائر على استخراج البزور من كواسيها على الأشواك البريَّة وزهور دوار الشمس، وغيرها من النباتات.

### الكِسوة

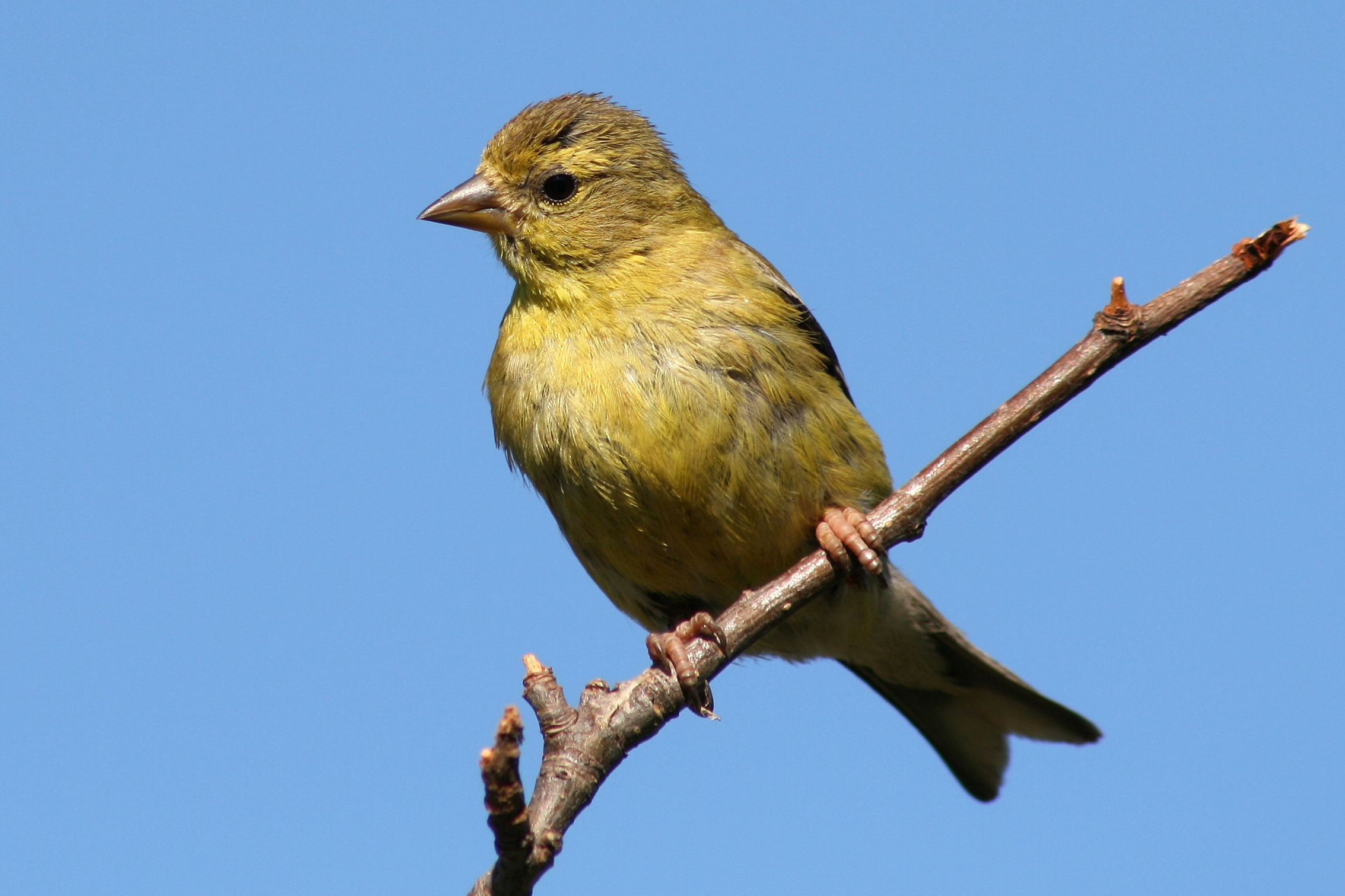
أنثى حسُّون أمريكي، لاحظ الشبه بين كِسوتها وكِسوة الذكر الشتويَّة.

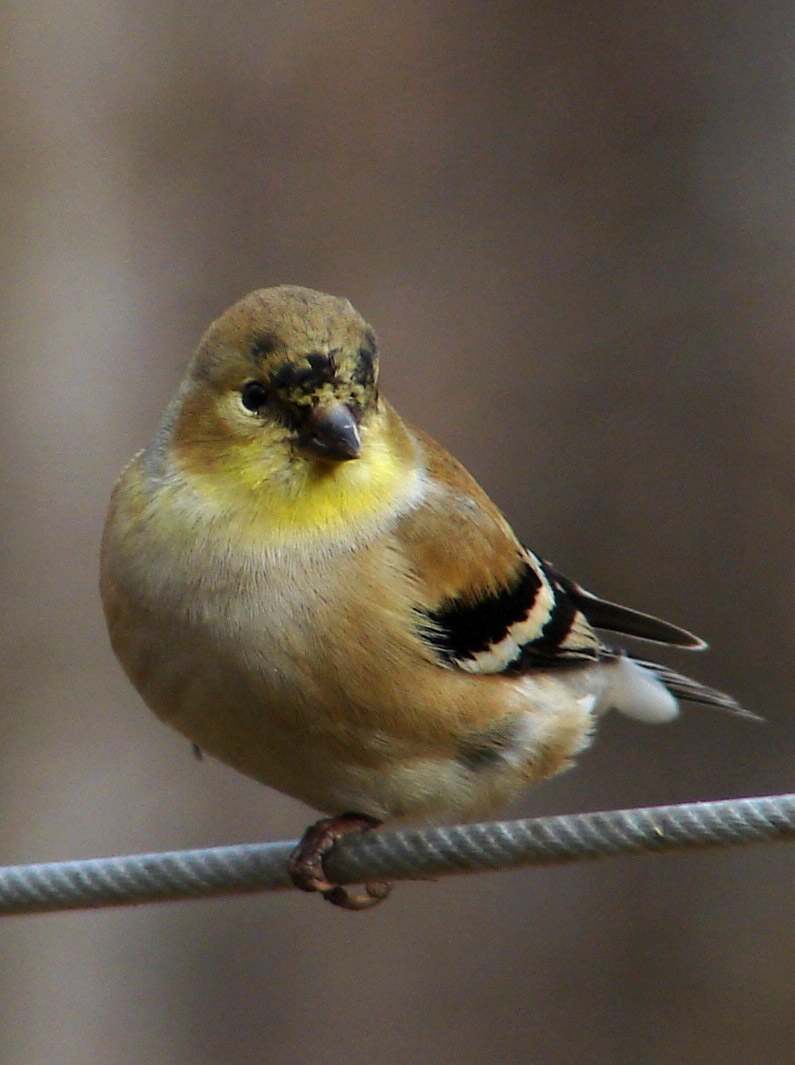
حسُّون أمريكيّ ذكر في كِسوته الشتويَّة.

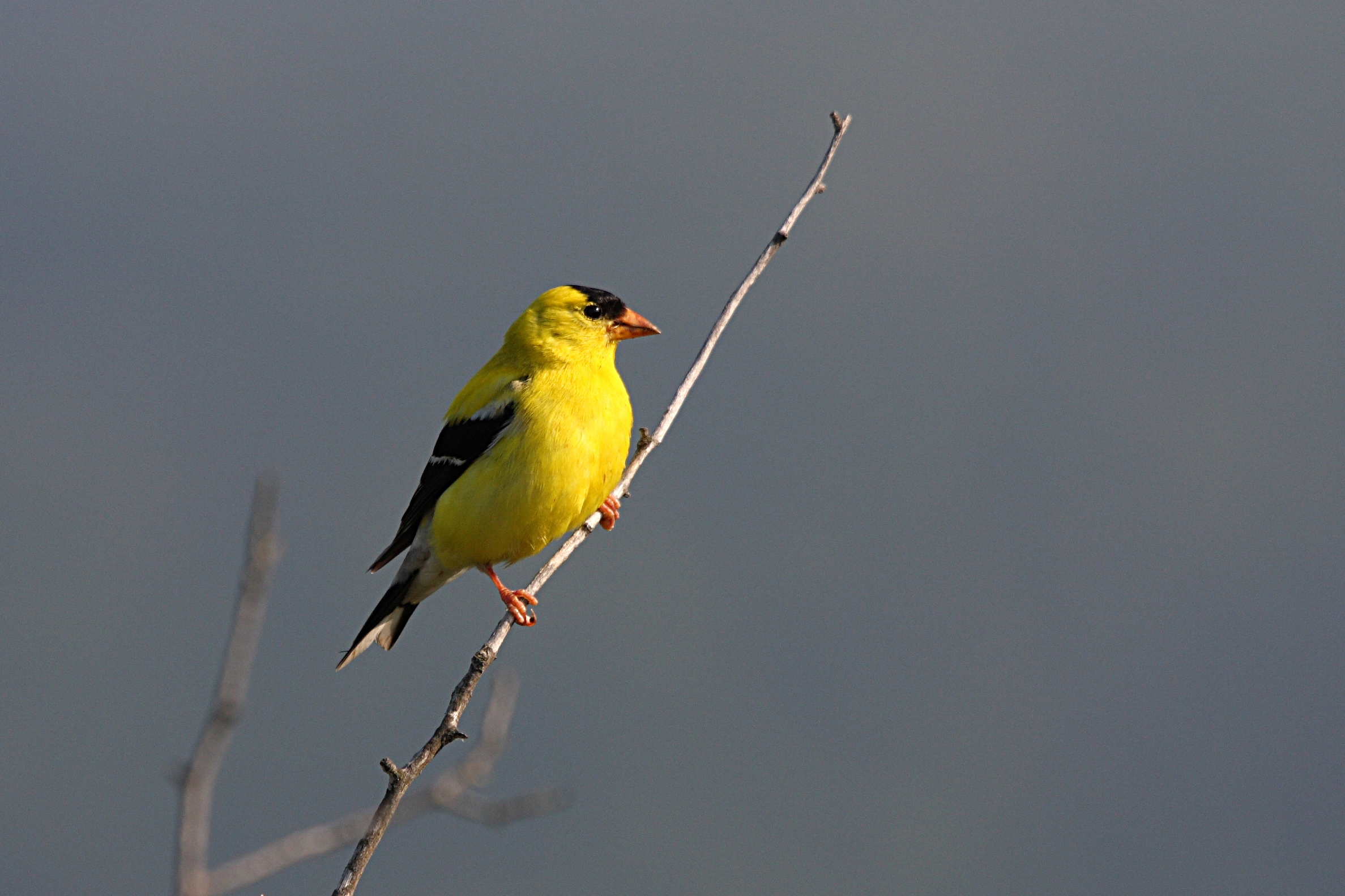
ذكر في كِسوته الصيفيَّة.

تطرحُ الحساسين الأمريكيَّة ريشها مرتين في السَّنة: مرّة خلال الربيع وأخرى خلال الخريف، وهي الحساسين الوحيدة التي تُبدّلُ الريش مرَّتين. خلال الشتاء يُطرحُ الريش كاملاً، أمَّا خلال الربيع فلا تُطرح ريشات الجناحين والذيل، ذات اللون البُنيّ القاتم عند الإناث والأسود عند الذكور. يًتمتَّعُ الحسُّون الأمريكي بعلاماتٍ مُميزة على ريشه تستمر ظاهرةً خلال كُلَ طرح، وهي عبارة عن شرائط على الجًناحين، وعلاماتٍ بيضاء على طرف ذيلها القصير المُثلَّم. تظهرُ مثنويَّة الشكل الجنسيّة عند هذه الطيور، المُمَثلة بلون الريش، واضحةً للعيان بعد طرح الربيع خاصةً، عندما تحتاجُ الذُكور إلى لون كِسوتها الصيفيّ البرَّاق حتى تستقطب أنثى.
يستحيلُ جسد الذكر أصفرًا ليمونيًا فاقعًا بعد انتهائه من طرح الريش، وهذا اللونُ يُنتج عن طريق الصَّبغ الجزّراني الموجود في النبَاتات التي تُشكّلُ غذائه، كما تظهر قلنسوته سوداءً داكنة كسواد الفحم، وكفله أبيضًا يُمكن مُلاحظته بوضوحٍ عند الطيران. يَغلبُ اللون البُنيّ على الأنثى، وقسمها السُفليّ أبهت لونًا من الذكر، وذو مريلة صفراء. تُستبدلُ الكِسوة البهيَّة الصيفيَّة بأُخرى كامِدة بعد الطرح الخريفيّ، فيُصبحُ ريش الطائر أصفرٌ برتقالي في القسم السُفليّ من الجسد، وزيتونيّ بُنيّ على القسم العلويّ، ويَتَّخذ الوجه والمريلة لونًا أصفرًا باهتًا. تكادُ الكِسوة الخريفيَّة أن تكون مُتماثلة عند كِلا الجنسين، غيرَ أنَّ الذكر يُمكنُ تمييزه عن الأنثى عبر البُقع الصفراء على كتفيه. تَفقدُ الحساسين كُلَّ ما هو أصفر من ريشها في بعض مواطن الإشتاء، فيغلبُ عليها اللون الرماديّ الأمغر، ويستحيل اللون الزيتونيّ مُجرّدَ مسحاتٍ خفيفة يُمكن مُلاحظتها عن طريق التدقيق المُباشر فقط.
يَمتلك الحسُّون الأمريكيّ اليافع ظهرًا بُنيًا كامدًا، وقسمًا سُفليًا باهت الصفار. أما الكتفين والذيل فسوداء اللون، وعلامات الذيل والكفل صفراء بُرتقاليَّة عوضَ أن تكون بيضاء كما علامات البوالغ. ولون كِسوة الحساسين اليافعة هذا هو نفسه عند كٍلا الجنسين.

### الصوت
تَغريدُ الحسُّون الأمريكيّ عِبارة عن سلسلةٍ من الألحان العذبة الرقراقة، تنتهي عادةً بسجعةٍ مُميَزة. يَصحبُ الطيران عادةً شيءٌ من السقسقة، ذي النغم المُتباين، وتُنادي الأنثى أليفَها بتصفيرٍ رقيق متواصل ليَحضُرَ إليها، أثناء رخمها البيض. تبدأ الفراخ بالسقسقة قبل وقتٍ قصير من اكتسائها بالريش، وتستمرُ تُصدرُ هذا الصوت فقط دون غيره من الأصوات إلى أن تُغادر عُشَّها الأبويّ نهائيًا. تُصدرُ الطيور البالغةُ ندائين مُختلفين أثناء تعشيشها لإنذار باقي بني جنسها المُفرخين على مَقربة من خَطر الكواسر، أحدُ هذين الندائين يهدفُ إلى حشد الطيور على مقربةٍ من العُش لإلهاء المُفترس، والآخر للإشارة إلى الفراخ كي تَقبع هادئةً في العش حتى تُصبح أقل إثارةً للانتباه.

## الانتشار

### الموئل

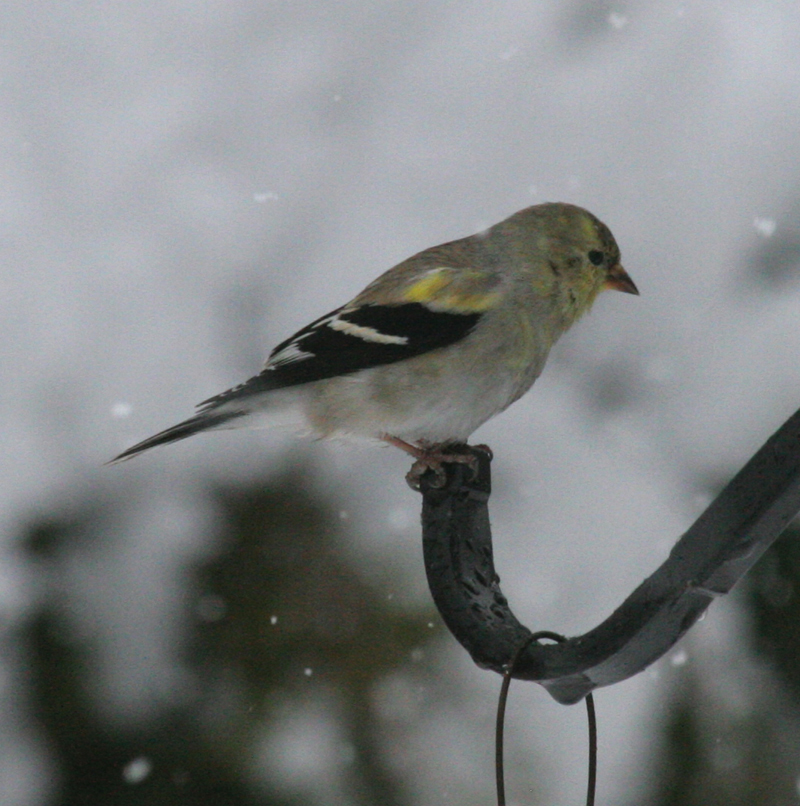
حسُّون أمريكيّ خلال الشتاء.

تُفضِّلُ الحَساسين الأمريكيَّة سكن الموائل الطبيعيَّة الَمكشوفة حيثُ تكثرُ الأعشاب الضارة، مثلَ الحقول الزراعيَّة، والمُروج، والسُهول الفيضيَّة، بالإضافة إلى جوانب الطرقات، والبساتين، والحدائق المَنزليَّة. كما يُمكنُ العُثور عليها في الأحراج النفضيَّة والمشاطئيَّة والغابات الثانويَّة. وتلجأ الطيور إلى ذات الموائل سالفة الذكر حتى خلال الهجرتين الربيعيَّة والخريفيَّة.

### الموطن
يَمتدُ موطن التفريخ الصيفيّ عبرَ كامل أمريكا الشماليَّة، من الساحل الشرقيّ إلى الغربيّ، وتَحدّه شمالاً ولاية ساسكتشوان الكنديَّة، ويصلُ جنوبًا حتى كارولينا الشماليَّة على الساحل الشرقي، وشماليّ كاليفورنيا على الساحل الغربيّ. الحسُّون الأمريكي مُهاجرٌ لمسافاتٍ قصيرَة، تتحرَّكُ أسرابه جنوبًا ما إن يبدأ الطقس يتحوَّل إلى البرودة، ويأخذُ مخزون الغذاء بالتناقص. تُهاجر الطيور في أسرابٍ مُتراصَّة تطيرُ بنمطٍ مُتموّج غير مُنتظم.
يَشتَملُ موطن التفريخ الشتوي على جنوبيّ كندا، ويَمتد جنوبًا عبر الولايات المتحدة إلى بعض أنحاء المكسيك. تنتقلُ بعض الحساسين قاطنةَ القسم الشمالي من موطنها إلى مقربةٍ من الموائل البَشريَّة التي تُزوَّد شرفاتها بمنصَّات إطعام العصافير، خلال فصل الشتاء. أمَّا في القسم الجنوبي من موطنها، فتبقى مُقيمة في موائل شبيهة بالسهول الفيضيَّة والحقول التي تعيش فيها خلال الصيف.

### مُحاولات الإدخال
جَرَت بضعة مُحاولات لإدخال الحسُّون الأمريكي إلى مناطق أخرى خارج موطنه الطبيعي، مثل جزر برمودا خلال القرن التاسع عشر، وجزيرة تاهيتي في سنة 1938، غيرَ أنَّ الطيور فشلت في التأقلم مع البيئات الجديدة ونَفقت كُلَّها.

## السلوك

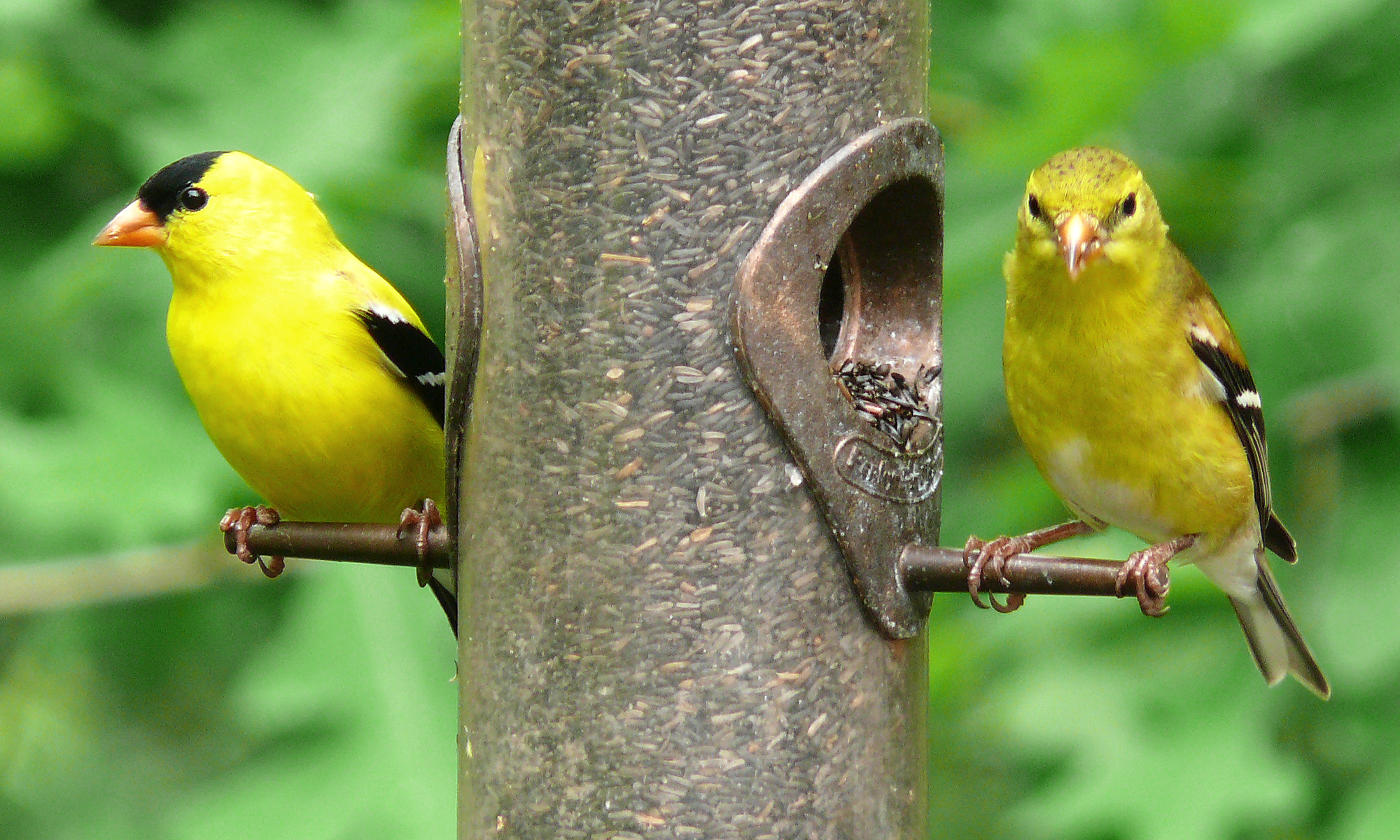
ذكر (على اليسار) وأنثى (على اليمين) جاثمان على مُغذية طيور مليئة ببزور الشوك البريّ.

الحَساسين الأمريكيَّة طيورٌ اجتماعيَّة خارج موسم التناسل، تعيشُ في أسرابٍ ضخمة، تُحلّق في نمطٍ متوّج، وعادةً ما تُخالطُ أسرابها أسراب شراشير أُخرى. تعيش هذه الطيور في مُستعمراتٍ فضفاضة خلال موسم التزاوج، ويَنزع الذكر إلى العدائيَّة تجاه الذكور الأجنبيَّة خلال فترة إنشاء العش، فيدفع بعيدًا كلُ من يتعدّى حدود حوزه، وتتصرّف الأنثى بنفس الطريقة مع الإناث الغريبات. تتلاشى العدائيَّة عند كلا الزوجين ما أن تضع الأنثى بيضها.
لا تَتَصرَّف الحساسين الأمريكيَّة بعدائيَّة تجاه الكواسر قاطنة حوزها؛ ولا تفعل شيئًا عند رؤيتها في الجوار عدا إصدار بعض نداءات الإنذار. من أبرز المُفترسات التي تقتات على الحَساسين الأمريكيَّة: الأفاعي، وبنات عرس، والسناجب، والقيقان الزرقاء، التي تفتك بالبيض والفراخ على حدٍ سواء، والبيزان والقطط التي تفترس الطيور سواء الكبيرة أو الصغيرة.

### الغذاء

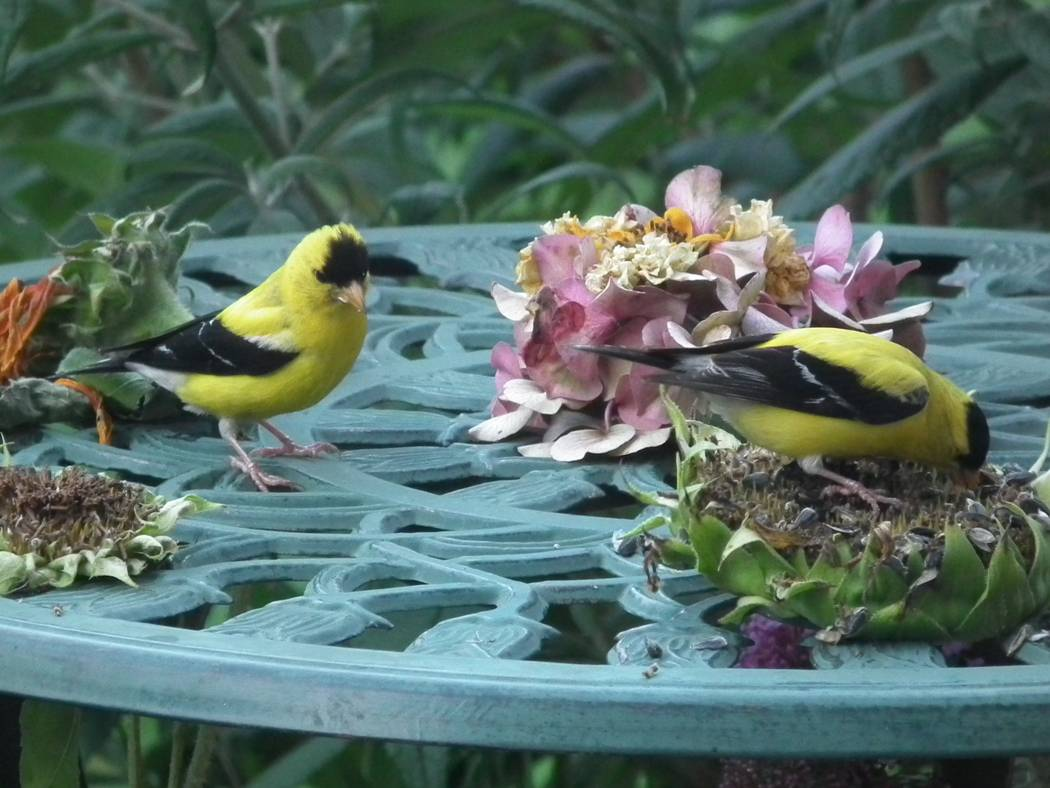
حسّونان أمريكيَّان يقتاتان على بزور زهرة دوار الشمس.

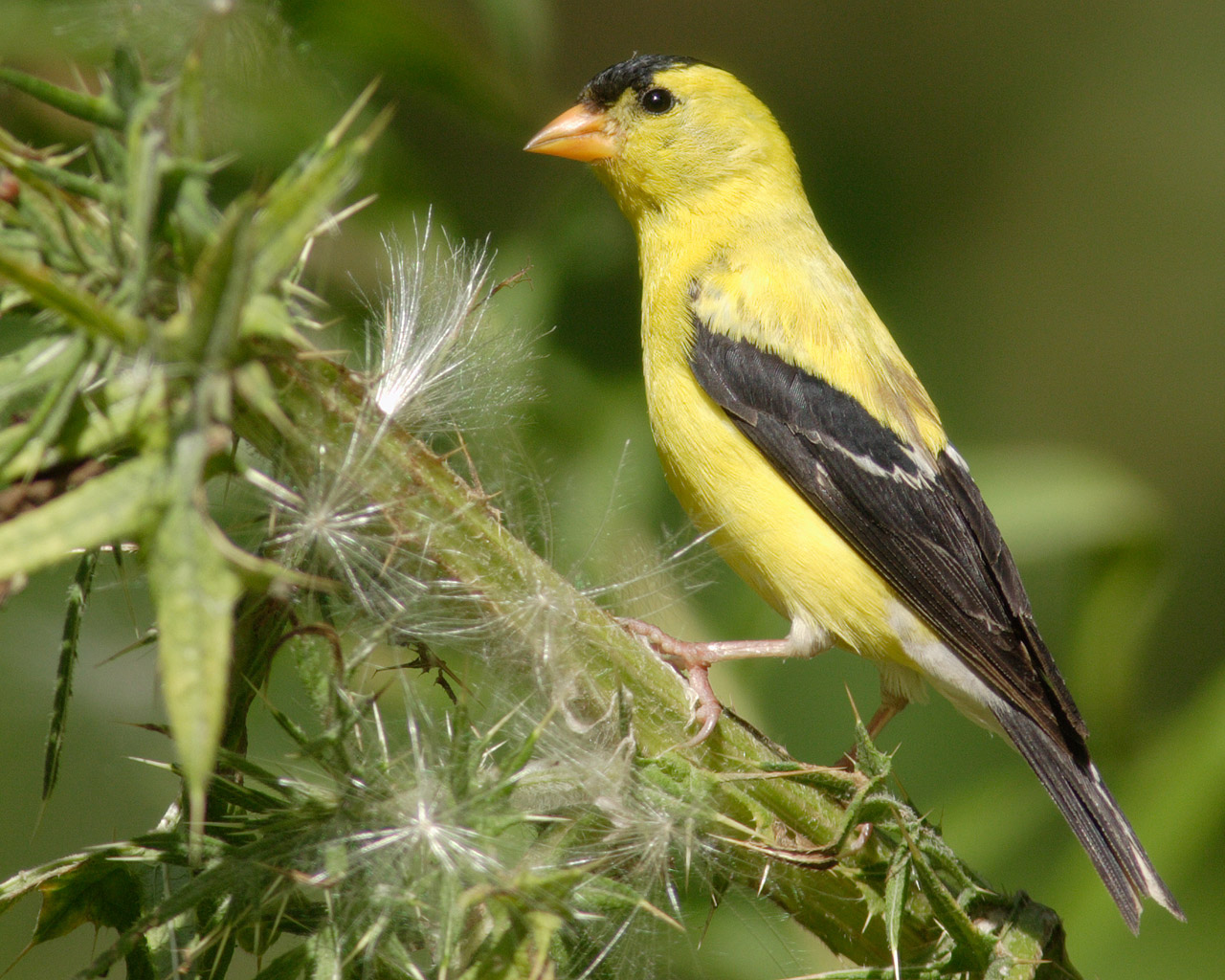
ذكر جاثم على شوكةٍ بريَّة.

الحَساسين الأمريكيَّة آكلةُ بزورٍ في الغالب، وقد تصطاد الحشرات بين الحين والآخر، وبالأخص خلال موسم التفريخ حتى تُطعمها إلى فراخها ذات الحاجة الأمسّ إلى الپروتين. وهي تقتاتُ خلال النهار فقط. يتألَّف غذائها من طائفةٍ واسعة من بزور النباتات الحوليَّة، من الأعشاب الضارّة والشُجيرات، من شاكلة: الشوك البريّ، والدبساسية، والطرخشقون، والرجيد، والبوصير، والكوسموس، ودوار الشمس، والنغت. كما يُمكنها أن تقتات على بصلات الأشجار، ونسغ القيقب، وثمار التوت والعُلّيق. وهي من العصافير الشائعة في الحدائق المَنزليَّة المزوَّدة بمنصّات إطعام الطيور، خاصّةً خلال فصل الشتاء، حيثُ تُظهر ولعًا خاصًا بالبزور السوداء المعروفة أيضًا ببزور النيجر.
تستخدمُ الحَساسين الأمريكيَّة قوائمها بكثافة خلال اقتياتها، على العكس من بعض أنواع الشراشير الأخرى، فهيّ غالبًا ما تتدلّى من رأس النبتة أثناء الاقتيات حتى تَتَمكَّن من الوصول إلى البزور بسهولةٍ أكبر. وخِلال الربيع تأكلُ من عسيل الصفصاف المُتدلّي من شجر القضبان وجار الماء، وذلك بأن ترفع إحداها بمنقارها ثمَّ تُثبتها على الغصن باستخدام قائمتها، وتُمكّنُ الحذاقة هذه الحَساسين من الحصول على مورد غذاءٍ غير مُتاح لأنواعٍ أخرى تُنافسها على الطعام والموئل، فتزيد بالتالي من فُرص بقائها.

### التفريخ
يبدأ موسم تفريخ الحَساسين الأمريكيَّة مُتأخرًا عن مواسم باقي الشراشير، ولعلَّ ما يُفسّرُ ذلك هو وفرة البذور أواخر أشهر الصيف، إذ أنها تُشكّلُ القسم الأعظم من غذائها.

#### التودد والتعشيش

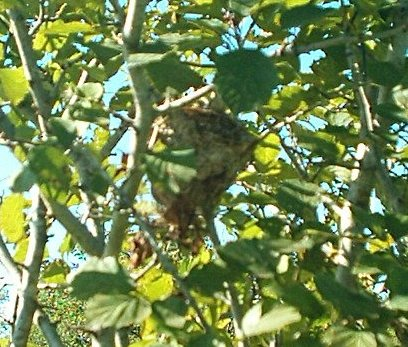
عُشّ حسُّون أمريكي في إحدى الجًنبات.

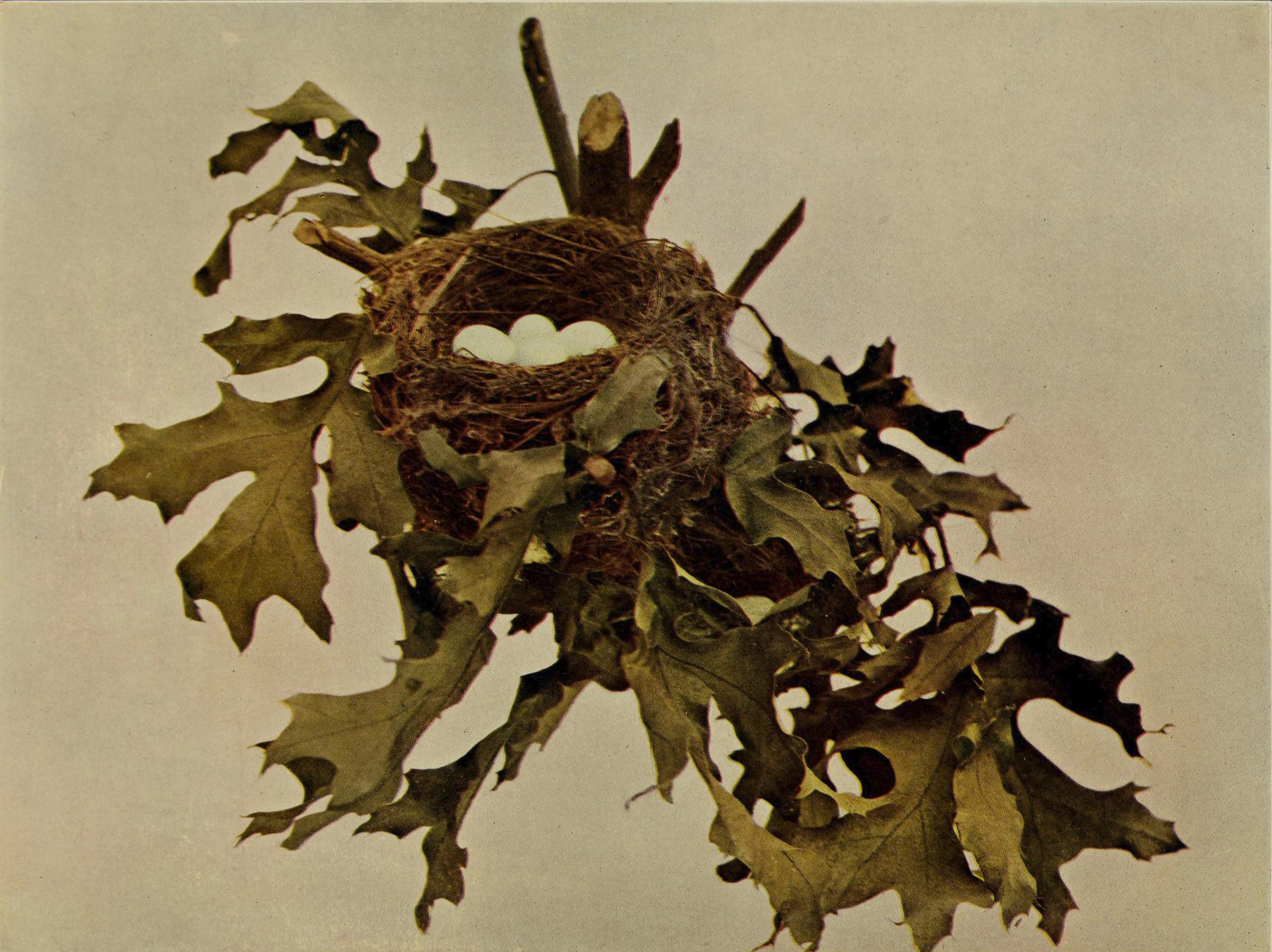
منظر لما يكون عليه عُشُّ الحَساسين الأمريكيَّة.

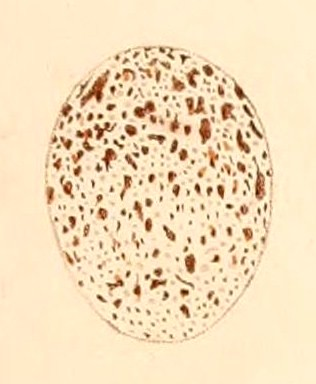
رسمٌ لبيضة الحسُّون الأمريكيّ.

تبدأ الذكور بالتودد إلى الإناث خلال أواخر شهر يوليو، وتشتملُ طقوس التودد والمُغازلة على مُناوراتٍ جويَّة تؤديها الذكور ويصحبها تغريدٌ رقراق. يبدأ عرض الطيران عندما يسعى الذكرُ خلف أنثى مُعينة، فيُلاحقها وهي تطيرُ بنمطٍ مُتعرّجٍ مُراوغ. يُعلنُ الذكر للأنثى عن لياقته وصحته على المديين القريب (أي وضع جسده الحاليّ) والبعيد (أي جودة مورثاته) على حدٍ سواء، عبر التباهي أمامها بلون منقاره وريشه. عندما تتقبل الأنثى ذكرًا ليكون شريكًا لها، يُحلّق الزوجان في دوائر، ويُغرّدُ الذكر طيلة هذا الوقت.
ما أن يعثر الذكر على شريكة حتى يختار لهما حوزًا يُعلّمُ حدوده صوتيًا، فيطيرُ من مجثمٍ إلى آخر وهو يُغرّد، ويؤدي عدَّة حركات بهلوانيَّة أثناء تحليقه، فيدور عبر مُحيط الحوز ثمَّ يُحلّقُ تحليقًا منبسطًا على علوٍّ مُنخفض، ثمَّ يُحاكي الطيران المعهود بشكلٍ مُبالغٍ فيه، فيثني جناحيه ويهبط إلى الأرض، قبل أن يبسطهما مُجددًا لينزلق عاليًا مؤديًا سلسلةً من الحلقات. قد يضمُّ زوجان أو ثلاثة أزواجٍ من الحَساسين الأمريكيَّة أحوازها لتُشكّلَ حوزًا ضخمًا واحدًا، أو مُستعمرةً فضفاضة، ويُعتقد أن سبب ذلك هو حماية الأعشاش من الضواري.
تتولّى الأنثى مُهمَّة بناء العش، فتنتقي موقعًا مُلائمًا في شجرةٍ أو جنبةٍ نفضيَّة على ارتفاعٍ يُقارب 10 أمتار (33 قدمًا). يستمرُّ بناء العُش حوالي ستة أيام، تعملُ الأنثى خلالها مابين 10 و40 دقيقة مُتزايدة. غالبًا ما يُرى الذكر وهو يَطيرُ إلى جانب الأنثى أثناء تجميعها مواد البناء، وقد يُشاركها عبء حمل بعضها، لكنه يترك مُهمَّة إنشاء العش نفسه إليها. تُصنعُ القشرة الخارجيَّة للعش من لحاء الأشجار، والطحالب، وحبال الكروم، والأعشاب. يصل قطر العش الداخليّ بعد انتهائه إلى حوالي 6.5 سنتيمترات (2.6 إنشات). تُدعَّمُ الحافَّة باللحاء المُقيَّد بشباك العنكبوت وحرير اليساريع، ويُبطّنُ الداخل بورق الصقلاب، أو الشوك البريّ، أو البوط. تُحاك مواد بناء العُش بشكل متينٍ للغاية لدرجة أنها تحبسُ الماء، وقد تنفقُ الفراخ غرقًا في عاصفةٍ رعديَّة بحال لم يَقم الوالدان بتغطية العُش.
تضع الأنثى ما بين أربعة وستة بيضات ضاربة إلى الزُرقة، يصل حجمها إلى حجم حبَّة الفول السوداني تقريبًا (16 × 12 ميليمتر؛ أو 0.63 × 0.47 إنش)، ويُعتقد أنها توضع خلال الليل. تنفرد الأنثى برخم البيض، ويتولّى الذكر مُهمَّة إطعامها طيلة هذه الفترة. تُنتجُ معظم الحًساسين الأمريكيَّة فقسةً واحدةً في السنة.

#### الفراخ
تفقس الصغار بعد فترةٍ تمتد بين 12 و14 يومًا من الرخم. وكما هو الحال عند جميع العصفوريات، فإنَّ الصغار تفقسُ عمياء وعارية مُحمرَّة الجسد، وتمتلكُ زغبًا رماديًا بسيطًا. تُطعم الأم صغارها طعامًا مُقلسًا عبارةٍ عن مزيجٍ من البزور والحشرات، وتنمو الفراخ سريعًا، فتفتح عيناها بعد ثلاثة أيَّامٍ من الفقس، وتكتسي بريش الطيور اليافعة البنيّ الضارب للزيتوني بعد فترةٍ تمتد بين 11 و15 يومًا، تكون خلالها قد بدأت تتدرَّب على الطيران لمسافاتٍ قصيرة على مقرُبةٍ من العش. يستمرُّ الذكر بإطعام صغاره بعد ثلاثة أسابيع من تريُّشهم، ويُحدد مكانهم عبر الاستماع إلى ندائاتهم. تتوقف الفراخ عن النداء وطلب الطعام ما أن تُصبح مُستقلَّةً كُليًا عن أبويها.

#### المُتطفلات على الأعشاش
تقع الحَساسين الأمريكيَّة ضحيَّة المُتطفلات على الأعشاش في أحيانٍ كثيرة، وبالأخص شحارير البقر بُنيَّة الرأس. أظهرت إحدى الدراسات أنَّ حوالي 9% من أعشاش الحَساسين الأمريكيَّة تغزوها الطيور سالفة الذكر وتضع فيها بيضةً واحدة. غيرَ أنَّ الحسَاسين تُعدّ آباءً بديلةً سيئةً لأي نوعٍ من المُتطفلات، فقد أظهرت الدراسات أنَّ نسبةٍ منخفضةً من بيوض شحارير البقر فقست في أعشاشها، وأنه لم يصل أيٌ من تلك الفراح مرحلة التريُّش، هذا مع الأخذ بعين الاعتبار أن الحَساسين لا تُظهرُ أيَّ تكيّف لمواجهة الطيور المتطفلة. يُعتقد أنَّ نفوق فراخ شحارير البقر بنيّة الرأس يعود إلى سوء التغذية، فالحساسين الأمريكيَّة تقتات على البزور بشكلٍ رئيسيّ، بينما تقتات الشحارير على الحشرات بنسبةٍ أعلى من البزور.

## العلاقة مع البشر

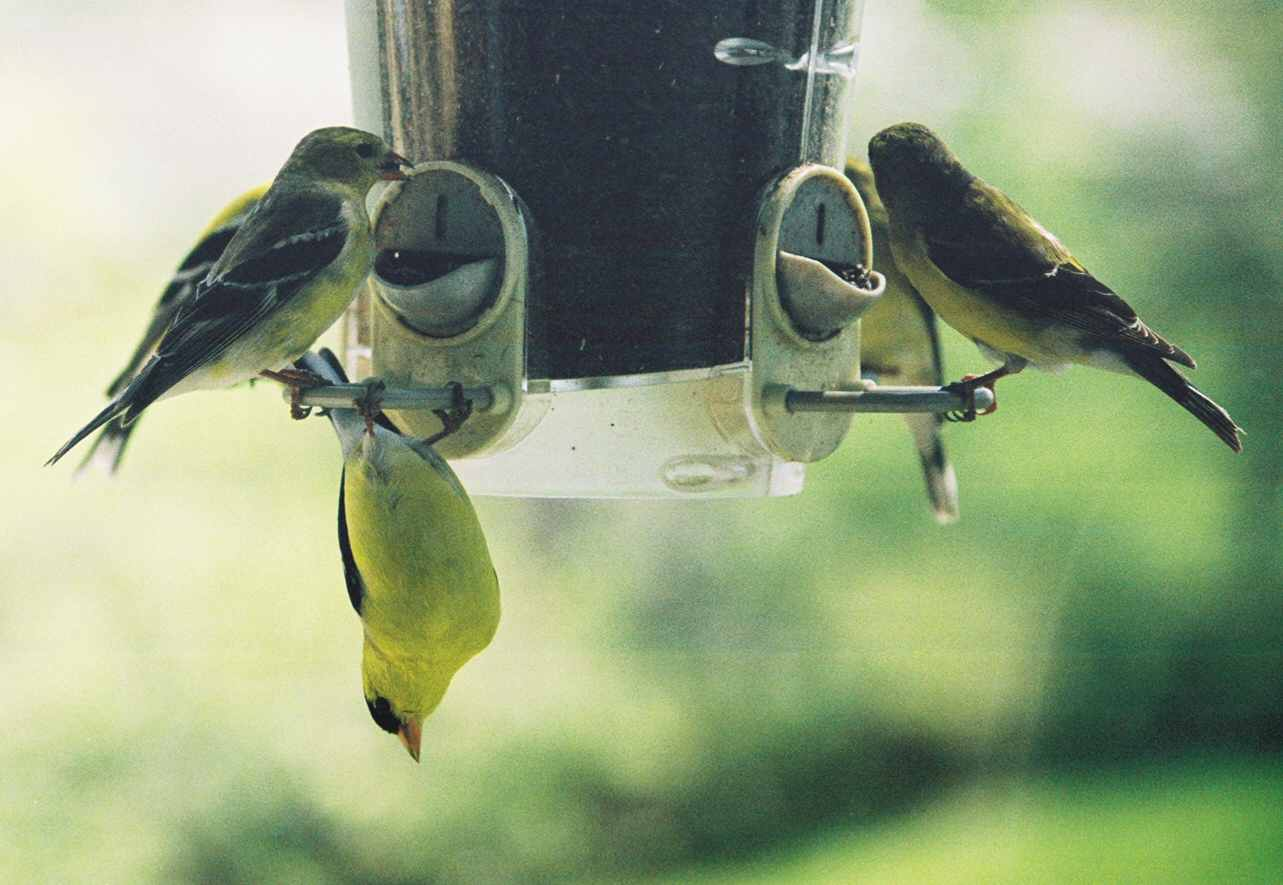
حَساسين أمريكيَّة تقتات من مُغذية طيور مُعلَّقة في إحدى الحدائق المنزليَّة.

يُمكنُ العُثور على الحَساسين الأمريكيَّة في الموائل البشريَّة عبر جميع أنحاء موطنها، ومن أبرز أسباب ذلك تشجيع البشر أنفسهم لها، فالكثيرُ من الناس من هواة مُراقبة الطيور يَجتذبها إلى حديقة منزله عبر تزويدها بمنصَّات مُغذيات تحوي بزورًا من الأنواع التي تُفضّلها، أو عَبر زرع أعشابٍ ونباتاتٍ مُعمِّرة، من شاكلة: الزينيَّة، والكوسموس، وبلسم النحل، والقنفذيَّة، تُنتِجُ بزورًا تقتات عليها الحَساسين. كان لإطعام هذه الطيور من قبل البشر أثرٌ طيّب ومفيد على جمهراتها وعلى النوع ككل، على الرغم من أنَّ بعض الخبراء والعلماء يُجادل في تأثير هذا على الطيور، من ناحية إفقادها خوفها الغريزيّ من البشر، وتغيير عاداتها الطبيعيَّة وجعلها تعتمد على الإنسان في تأمين القوت.
الحَساسينُ الأمريكيَّة شائعة عبر جميع أنحاء موطنها، ولا يُهددها أي شكل من أشكال النشاط البشريّ. كان للتحطيب وإزالة الغابات أثرٌ جيّد على الحَساسين، على العكس من الكثير من أنواع الحياة البريَّة الأخرى، فقد خلَق لها هذا الأمر مروجًا وفسحاتٍ عُشبيَّة تقتات فيها على بزور الأعشاب الضَّارة، وقلَلَ من هجرة الأنواع الجنوبيَّة المُنافسة لها، الباحثة عن الغابات والأحراج.
يُشكّلُ الحسُّون الأمريكيّ رمز ثلاثة ولايات أمريكيَّة هي: آيوا، ونيو جيرسي، وواشنطن. ومن الجدير بالذكر أنَّ من اختاره ليكون رمز الولاية الأخيرة كان أطفال المدارس، وذلك في سنة 1951.

## وصلات خارجية
- ڤيديوهات عن الحَساسين الأمريكيَّة على موقع مجموعة الطيور على شبكة الإنترنت.
- ڤيديو عالي الدقَّة (HD) لِحسُّون أمريكيّ بالإضافة إلى صورة، وڤيديو عالي الدقَّة لطائرٍ يُغرّد.
- عرض الحسُّون الأمريكيّ – نص معلوماتيّ غير علميّ يتحدث عن الحَساسين الأمريكيَّة.